# Griechisch-orthodoxe Klosterkirche St. Saba

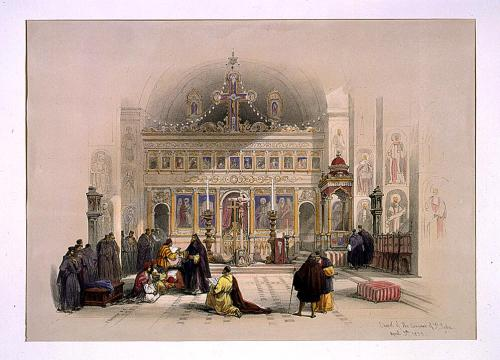
Kapelle des Klosters, 1839

Die griechisch-orthodoxe Klosterkirche St. Saba (griechisch Ιερός Πατριαρχικός Ναός Οσίου Σάββα του Ηγιασμένου) in Alexandria wurde im 17. Jahrhundert erbaut und befindet sich bei der Raml Station. Ein Vorgängerbau ist für das Jahr 615 belegt, der anstelle eines antiken Apollo-Tempels erbaut wurde. Der Sakralbau hat eine große Bronze-Glocke, die ein Geschenk der russischen Kirche ist. In der Kirche befinden sich die Reliquien des Patriarchen Petros VII., der im Jahre 2004 umkam, als er auf dem Weg zum Berg Athos im Hubschrauber über dem ägäischen Meer abstürzte.

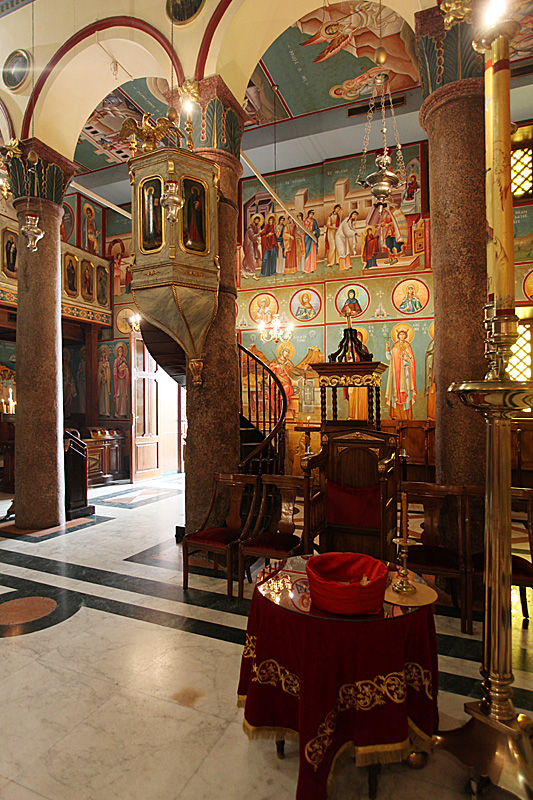
Das Innere der Kirche
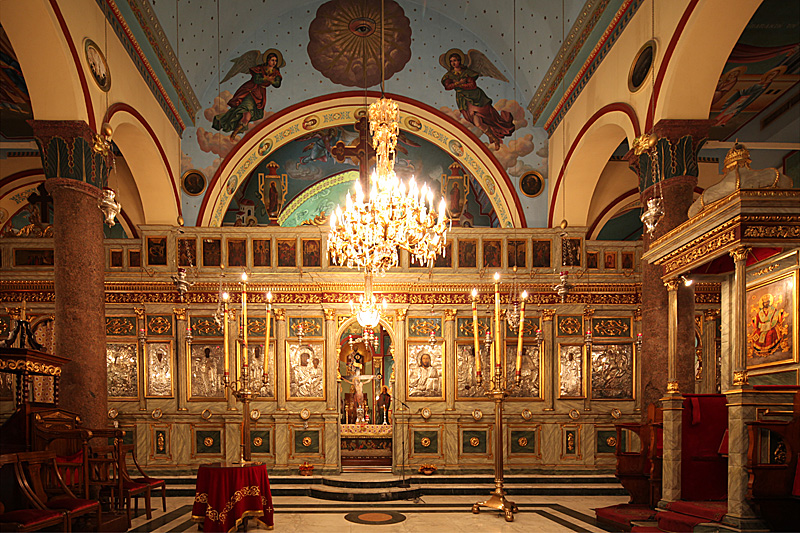
Ikonenwand
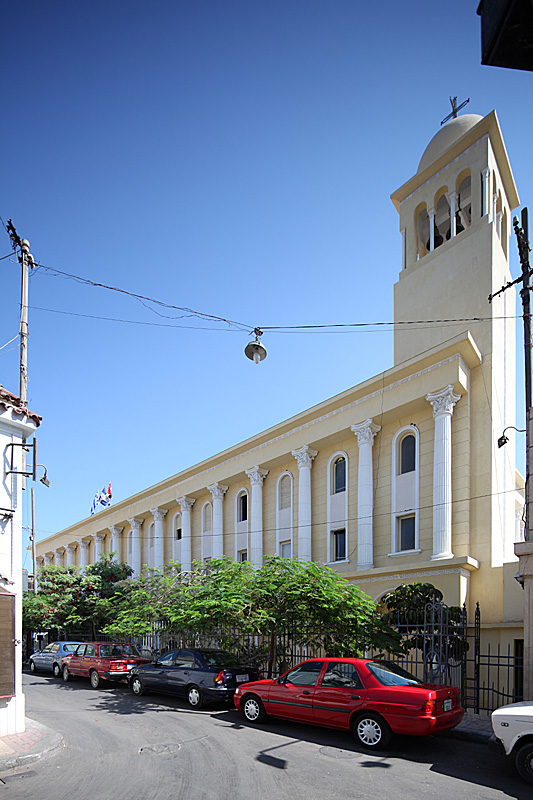
Außenfassade